# موتور مراد قلندرزهی
موتور مراد قلندرزهی یک منطقهٔ مسکونی در ایران است که در دهستان بزمان واقع شده‌است.